# Ike Quartey
Isufu Quartey, detto Ike (Accra, 27 novembre 1969), è un ex pugile ghanese.
Soprannominato Bazooka, è stato detentore del titolo mondiale WBA dei pesi welter dal 1994 al 1998 e sfidante per la corona IBF dei pesi superwelter nel 2000.
Come dilettante ha rappresentato la propria nazione ai Giochi olimpici di Seul 1988 nella categoria dei pesi superleggeri.

## Biografia
Ultimogenito di 27 figli, Quartey nacque nella città ghanese di Accra da genitori di etnia Ga. Suo fratellastro Clement Quartey conquistò la medaglia d'argento alle Olimpiadi di Roma 1960.

## Carriera

### Carriera amatoriale
Ebbe una carriera amatoriale di discreto successo, accumulando un record di 50 vittorie e 4 sconfitte. Questa culminò con la partecipazione ai Giochi olimpici di Seul 1988, dove Quartey fu sconfitto nettamente ai punti al secondo round dall'australiano e medaglia d'argento Grahame Cheney.

### Carriera professionale
Quartey debuttò da professionista il 26 novembre 1988, un giorno prima di compiere diciannove anni, sconfiggendo il connazionale Mama Mohamed per KO al secondo round. Durante i primi anni fu guidato da Yoofi Boham, considerato tra i più validi manager ghanesi e suocero dell'ex campione del mondo Azumah Nelson; fu proprio Boham ad affibbiargli il soprannome Bazooka, che lo avrebbe caratterizzato per il resto della carriera.
Disputò i suoi primi incontri in Ghana, prima del suo trasferimento in Francia nel 1992.
Il 4 giugno 1994 detronizzò l'imbattuto venezuelano Crisanto España via KO tecnico all'undicesima ripresa, in un match con in palio la corona WBA dei pesi welter. Il successo del venticinquenne di Accra lo rese il più giovane pugile ghanese iridato: il precedente record apparteneva ad Alfred Cotay, divenuto campione all'età di 26 anni. Tale primato rimase imbattuto per i successivi 24 anni.